# 劉斌 (萬曆進士)
劉斌（？—？），號暎斗，河南汝宁府光山县籍太和县人。

## 生平
万历四十六年（1618年）戊午科河南鄉試舉人，四十七年（1619年）己未科進士，工部觀政，四十八年授山西夏县知县，天啓二年調长治县，四年本省同考，本年升平凉府同知。五年降補完县知县，六年升都察院经历，崇祯元年（1628年）官至工部员外郎。崇祯二年以拾遗降一级调外任。

## 家族
曾祖劉士英，庠生。祖父劉坤。父劉九玄，戊子舉人、知縣。